# 孫昌
孫昌（14世紀—15世紀），字曰蕃，江西南昌府豐城縣義井巷人，明朝政治人物。

## 生平
孫昌是宣德元年（1426年）丙午科江西鄉試第一名舉人（解元），授光山教諭，當時地方新建學校，他嚴厲教學、因材善誘，又協修實錄，任廣西鄉試同考官，得刑部尚書楊寧薦陞河東運司教授，人稱為「孫夫子」，再任四川、應天鄉試同考官亦得人，景泰二年（1451年）陞南京國子監助教，在任內去世。

## 引用
1. 1 2  同治《豐城縣志·卷十二·人物志二》：孫昌，字曰蕃，義井巷人，宣德丙午解元，署光山教諭，檄修實錄，典廣西文衡，以刑部尚書楊寧薦，陞河東運司教授，建立學校，造士為多，人稱孫夫子，典四川、應天文衡有藻鑑，陞南京國子監助教。
2. ↑  嘉靖《南雍志·卷六·職官表下》：六堂 助教……（景泰）……孫昌 豐城人，丙午鄉試第一人，二年任，卒於官
3. ↑  乾隆《光山縣志·卷二十五·列傳二》：孫昌，字曰蕃，豐城人，宣德元年舉鄉試第一，授光山教諭，時新建學校未久，昌嚴於課程，因材善誘，造士為多，至以孫夫子目之，檄修實錄，典廣西鄉試，尚書楊寧以才堪大任薦陞教授，復典四川、應天鄉試有藻鑑聲，陞國子助教卒。 江西人物志